# Svenarums distrikt
Svenarums distrikt är ett distrikt i Vaggeryds kommun och Jönköpings län. 
Distriktet ligger i östra delen av kommunen. 

## Tidigare administrativ tillhörighet
Distriktet inrättades 2016 och utgörs av socknen Svenarum i Vaggeryds kommun.
Området motsvarar den omfattning Svenarums församling hade vid årsskiftet 1999/2000.